# Pantaleon bulbosum
Pantaleon bulbosum är en insektsart som beskrevs av William D. Funkhouser 1937. Pantaleon bulbosum ingår i släktet Pantaleon och familjen hornstritar. Inga underarter finns listade i Catalogue of Life.